# Platynota idaeusalis
Platynota idaeusalis es una especie de polilla del género Platynota, tribu Sparganothini, subfamilia Tortricinae.

## Distribución
Se distribuye por Estados Unidos y Canadá.

## Taxonomía
Fue descrita por Walker en 1859 y publicada en List of the Specimens of Lepidopterous Insects in the Collection of the British Museum 19: 839.